# Fabian Klos
Fabian Klos (ur. 2 grudnia 1987 w Gifhorn) – niemiecki piłkarz występujący na pozycji napastnika w niemieckim.

## Kariera klubowa

### MTV Gifhorn
1 lipca 2007 podpisał kontrakt z klubem MTV Gifhorn. Zadebiutował 26 sierpnia 2007 w meczu Oberligi przeciwko VfB Fallersleben (4:0), w którym zdobył swoją pierwszą bramkę. Pierwszego hat tricka zdobył 22 marca 2008 w meczu przeciwko TuS Celle FC (6:2).

### VfL Wolfsburg
1 lipca 2009 przeszedł do drużyny rezerw zespołu VfL Wolfsburg. Zadebiutował 7 sierpnia 2009 w meczu Fußball-Regionalligi przeciwko VFC Plauen (0:4). Pierwszą bramkę zdobył 1 września 2009 w meczu ligowym przeciwko Hallescher FC (2:2).

### Arminia Bielefeld
1 lipca 2011 podpisał kontrakt z klubem Arminia Bielefeld. Zadebiutował 23 lipca 2011 w meczu 3. Fußball-Ligi przeciwko VfB Stuttgart II (1:2). Pierwszą bramkę zdobył 24 sierpnia 2011 w meczu Pucharu Westfalii przeciwko TSV Rischenau (0:10), w którym zdobył hat tricka. Pierwszą bramkę w 3. Fußball-Lidze zdobył 21 października 2011 w meczu przeciwko SpVgg Unterhaching (2:1). W sezonie 2012/13 został królem strzelców 3. Fußball-Ligi, a jego zespół zajął drugie miejsce w tabeli i awansował do wyższej ligi. W 2. Bundeslidze zadebiutował 21 lipca 2013 w meczu przeciwko SpVgg Greuther Fürth (2:0). Pierwszą bramkę w nowej lidze zdobył 26 lipca 2013 w meczu przeciwko 1. FC Union Berlin (1:1). W sezonie 2013/14 jego zespół spadł z ligi po porażce w dwumeczu barażowym z SV Darmstadt 98 (1:3) i (2:4). W sezonie 2014/15 ponownie został królem strzelców ligi, a jego zespół powrócił do 2. Bundesligi. W sezonie 2019/20 zdobył koronę króla strzelców 2. Bundesligi, a jego zespół zdobył mistrzostwo i awansował do najwyższej ligi. W Bundeslidze zadebiutował 19 września 2020 w meczu przeciwko Eintrachtowi Frankfurt (1:1). Pierwszą bramkę w lidze zdobył 28 listopada 2020 w meczu przeciwko RB Leipzig (2:1).

## Statystyki

### Klubowe
(aktualne na dzień 13 listopada 2022)
| Klub               | Sezon              | Liga                 | Liga  | Liga   | Puchar kraju | Puchar kraju | Inne  | Inne   | Suma  | Suma   |
| Klub               | Sezon              | Liga                 | Mecze | Bramki | Mecze        | Bramki       | Mecze | Bramki | Mecze | Bramki |
| ------------------ | ------------------ | -------------------- | ----- | ------ | ------------ | ------------ | ----- | ------ | ----- | ------ |
| MTV Gifhorn        | 2007/08            | Oberliga             | 31    | 24     | –            | –            | –     | –      | 31    | 24     |
| MTV Gifhorn        | 2008/09            | Oberliga             | 31    | 26     | –            | –            | –     | –      | 31    | 26     |
| MTV Gifhorn        | Ogólnie            | Ogólnie              | 62    | 50     | 0            | 0            | 0     | 0      | 62    | 50     |
| VfL Wolfsburg II   | 2009/10            | Fußball-Regionalliga | 32    | 9      | –            | –            | –     | –      | 32    | 9      |
| VfL Wolfsburg II   | 2010/11            | Fußball-Regionalliga | 33    | 13     | –            | –            | –     | –      | 33    | 13     |
| VfL Wolfsburg II   | Ogólnie            | Ogólnie              | 65    | 22     | 0            | 0            | 0     | 0      | 65    | 22     |
| Arminia Bielefeld  | 2011/12            | 3. Fußball-Liga      | 33    | 10     | 0            | 0            | 6     | 10     | 39    | 20     |
| Arminia Bielefeld  | 2012/13            | 3. Fußball-Liga      | 33    | 20     | 2            | 0            | 3     | 2      | 38    | 22     |
| Arminia Bielefeld  | 2013/14            | 2. Bundesliga        | 31    | 9      | 2            | 0            | –     | –      | 33    | 9      |
| Arminia Bielefeld  | 2014/15            | 3. Fußball-Liga      | 35    | 23     | 5            | 1            | 3     | 3      | 43    | 27     |
| Arminia Bielefeld  | 2015/16            | 2. Bundesliga        | 32    | 12     | 1            | 0            | –     | –      | 33    | 12     |
| Arminia Bielefeld  | 2016/17            | 2. Bundesliga        | 33    | 13     | 4            | 2            | –     | –      | 37    | 15     |
| Arminia Bielefeld  | 2017/18            | 2. Bundesliga        | 33    | 7      | 1            | 1            | –     | –      | 34    | 8      |
| Arminia Bielefeld  | 2018/19            | 2. Bundesliga        | 33    | 17     | 2            | 0            | –     | –      | 35    | 17     |
| Arminia Bielefeld  | 2019/20            | 2. Bundesliga        | 33    | 21     | 2            | 1            | –     | –      | 35    | 22     |
| Arminia Bielefeld  | 2020/21            | Bundesliga           | 34    | 5      | 1            | 0            | –     | –      | 35    | 5      |
| Arminia Bielefeld  | 2021/22            | Bundesliga           | 25    | 3      | 2            | 2            | –     | –      | 27    | 5      |
| Arminia Bielefeld  | 2022/23            | 2. Bundesliga        | 11    | 0      | 1            | 2            | –     | –      | 12    | 2      |
| Arminia Bielefeld  | Ogólnie            | Ogólnie              | 364   | 140    | 22           | 9            | 12    | 15     | 400   | 164    |
| Ogólnie w karierze | Ogólnie w karierze | Ogólnie w karierze   | 490   | 212    | 22           | 9            | 12    | 15     | 524   | 236    |

## Sukcesy

### Arminia Bielefeld
- Wicemistrzostwo 3. Fußball-Ligi (1×): 2012/2013
- Mistrzostwo 3. Fußball-Ligi (1×): 2014/2015
- Mistrzostwo 2. Bundesligi (1×): 2019/2020

### Indywidualne
- Zawodnik roku Arminii Bielefeld (2×): 2011/2012, 2014/2015
- Król strzelców 3. Fußball-Ligi (2×): 2012/2013, 2014/2015
- Król strzelców 2. Bundesligi (1×): 2019/2020